# Strongylosoma bataviae
Strongylosoma bataviae är en mångfotingart som först beskrevs av Jean-Henri Humbert och Henri Saussure 1869.  Strongylosoma bataviae ingår i släktet Strongylosoma och familjen orangeridubbelfotingar. Inga underarter finns listade i Catalogue of Life.